# Afghanische Cricket-Nationalmannschaft in Schottland und Irland in der Saison 2016
Die Tour der afghanischen Cricket-Nationalmannschaft nach Schottland und Irland in der Saison 2016 fand vom 4. bis zum 19. Juli 2016 statt. Die internationale Cricket-Tour war Bestandteil der Internationalen Cricket-Saison 2016 und umfasste zwei ODIs gegen Schottland und fünf ODIs gegen Irland. Afghanistan gewann die Serie gegen Schottland mit 1–0, während die Serie gegen Irland mit 2–2 unentschieden endete.

## Vorgeschichte
Die Tour hatte als Ziel den beteiligten Mannschaften Spielpraxis zu geben. Während Schottland in der ICC World Cricket League Championship 2015–17 spielt, absolvieren Afghanistan und Irland ODIs gegen die Vollmitglieder des International Cricket Council, wenn diese dem zustimmen. Irland bestritt zuvor eine ODI-Serie gegen Sri Lanka, für die anderen beiden Teams war es die erste Tour der Saison. Auf der Tour reist Afghanistan anschließend auch in die Niederlande, wo ein Spiel des ICC Intercontinental Cup 2015–2017 ausgetragen wird.

## Stadien
Die Austragungsorte wurden in Irland am 14. April und in Schottland am 25. April 2016 bekanntgegeben.
| Stadt     | Land       | Stadion         | Kapazität | Spiele                  |
| --------- | ---------- | --------------- | --------- | ----------------------- |
| Belfast   | Nordirland | Stormont        | 7.000     | 5 ODIs gegen Irland     |
| Edinburgh | Schottland | The Grange Club | 3.000     | 2 ODIs gegen Schottland |

## Kaderlisten
Afghanistan benannte seinen Kader am 23. Juni 2016.
Irland benannte seinen Kader am 24. Juni 2016.
Schottland benannte seinen Kader am 27. Juni 2016.
| ODI | ODI | ODI |
| Schottland | Irland | Afghanistan |
| --- | --- | --- |
| - Preston Mommsen (K) - Kyle Coetzer (VK) - Richie Berrington - Matthew Cross - Con de Lange - Alasdair Evans - Michael Leask - Calum MacLeod - Safyaan Sharif - Ruaidhri Smith - Craig Wallace - Mark Watt - Brad Wheal | - William Porterfield (K) - Mark Adair - John Anderson - Peter Chase - Ed Joyce - Tyrone Kane - Andrew McBrine - Barry McCarthy - Tim Murtagh - Kevin O’Brien - Stuart Poynter - Paul Stirling - Sean Terry - Gary Wilson | - Asghar Stanikzai (K) - Javed Ahmadi - Yamin Ahmadzai - Noor Ali - Mirwais Ashraf - Amir Hamza - Hameed Hassan - Rashid Khan - Mohammad Nabi - Gulbadin Naib - Rahmat Shah - Mohammad Shahzad - Samiullah Shenwari - Dawlat Zadran - Najibullah Zadran - Shapoor Zadran |

## One-Day Internationals in Schottland

### Erstes ODI in Edinburgh
| 4. Juli Scorecard | Edinburgh | Afghanistan 283-4 (47.2) | – | Schottland |
|                   |           | No Result                |   |            |

### Zweites ODI in Edinburgh
| 6. Juli Scorecard | Edinburgh | Afghanistan 178-6 (37.2/37.2)                | – | Schottland 132 (27.1/36) |
|                   |           | Afghanistan gewinnt mit 78 Runs (D/L method) |   |                          |

## One-Day Internationals in Irland

### Erstes ODI in Belfast
| 10. Juli Scorecard | Belfast | Irland         | – | Afghanistan |
|                    |         | Spiel abgesagt |   |             |

### Zweites ODI in Belfast
| 12. Juli Scorecard | Belfast | Afghanistan 250 (49.2)          | – | Irland 211 (48.2) |
|                    |         | Afghanistan gewinnt mit 39 Runs |   |                   |

### Drittes ODI in Belfast
| 14. Juli Scorecard | Belfast | Afghanistan 236 (49.1)       | – | Irland 237-4 (47.3) |
|                    |         | Irland gewinnt mit 6 Wickets |   |                     |

### Viertes ODI in Belfast
| 17. Juli Scorecard | Belfast | Afghanistan 229-7 (50)          | – | Irland 150 (41) |
|                    |         | Afghanistan gewinnt mit 79 Runs |   |                 |

Der afghanische Spieler Mohammad Nabi wurde vom Weltverband ICC verwarnt, weil er gegenüber dem Umpire eine Falschaussage tätigte, die zum Fall des Wickets von Ed Joyce führte.

### Fünftes ODI in Belfast
| 19. Juli Scorecard | Belfast | Irland 265-5 (50)          | – | Afghanistan 253-9 (50) |
|                    |         | Irland gewinnt mit 12 Runs |   |                        |